# Філіппо Гранді
Філіппо Гранді (італ. Filippo Grandi; нар. 30 березня 1957, Мілан) — політичний і дипломатичний діяч Італії. З 2016 — Верховний комісар ООН у справах біженців.
З 2010 по 2014 — Генеральний комісар Близькосхідного агентства ООН для допомоги палестинським біженцям та організації робіт (БАПОР). Раніше обіймав посаду заступника спеціального представника Організації Об'єднаних Націй з Афганістану.

## Біографія
Народився у Мілані, навчався філософії в університетах Венеції та Мілана, а також у Папському Григоріанському університеті у Римі. У 1988 році розпочав свою кар'єру в Управлінні Верховного комісара Організації Об'єднаних Націй у справах біженців (УВКБ ООН) і служив у різних країнах, включаючи Судан, Сирію, Туреччину та Ірак після війни у Перській затоці. Також очолював проведення низки операцій з надзвичайних ситуацій, у тому числі в Кенії, Беніні, Гані, Ліберії, районі Великих озер у Центральній Африці, Ємені та Афганістані. З 1996 до 1997 року був польовим координатором гуманітарної діяльності УВКБ ООН у Демократичній Республіці Конго під час громадянської війни. З 1997 до 2001 року працював у Виконавчому офісі УВКБ ООН у Женеві на посаді спеціального помічника, а потім керівника апарату. З 2001 до 2004 року обіймав посаду голови місії УВКБ ООН.
У 2004 році вступив на службу до Місії Організації Об'єднаних Націй зі сприяння Афганістану (МООНСА), де з 2004 до 2005 року обіймав посаду заступника Спеціального представника Генерального секретаря з політичних питань. У 2005 році перейшов до БАПОРу, спочатку на посаді заступника Генерального комісара, а потім з 2010 року був Генеральним комісаром до 29 березня 2014 року.
11 листопада 2015 року Генеральний секретар ООН Пан Гі Мун оголосив про свій намір призначити Філіппо Гранді наступним Верховним комісаром Організації Об'єднаних Націй у справах біженців у 2016 році. З 2019 року є членом Групи високого рівня Всесвітнього економічного форуму з гуманітарних інвестицій, співголовами якої є Берге Бренде, Крісталіна Георгієва та Петер Маурер.